# Ferriallanit-(Ce)
Ferriallanit-(Ce), CaCeFe3+AlFe2+(SiO4)(Si2O7)O(OH), är ett mineral.
Det uppträder som gråsvarta ådror i ceritmalm med något aktinolit-tremolit. I ceritmalmen finns vidare små mängder av kopparkisgnistor, små fjäll av molybdenglans samt något bastnäsit-(Ce). Mineralet beskrevs först som allanit, men enligt den senaste definitionen ska det kallas ferriallanit-(Ce). Den allanit som förekommer i ett magnetitförande amfibolskarn är troligtvis allanit-(Ce).